# Vaipō-Wasserfall

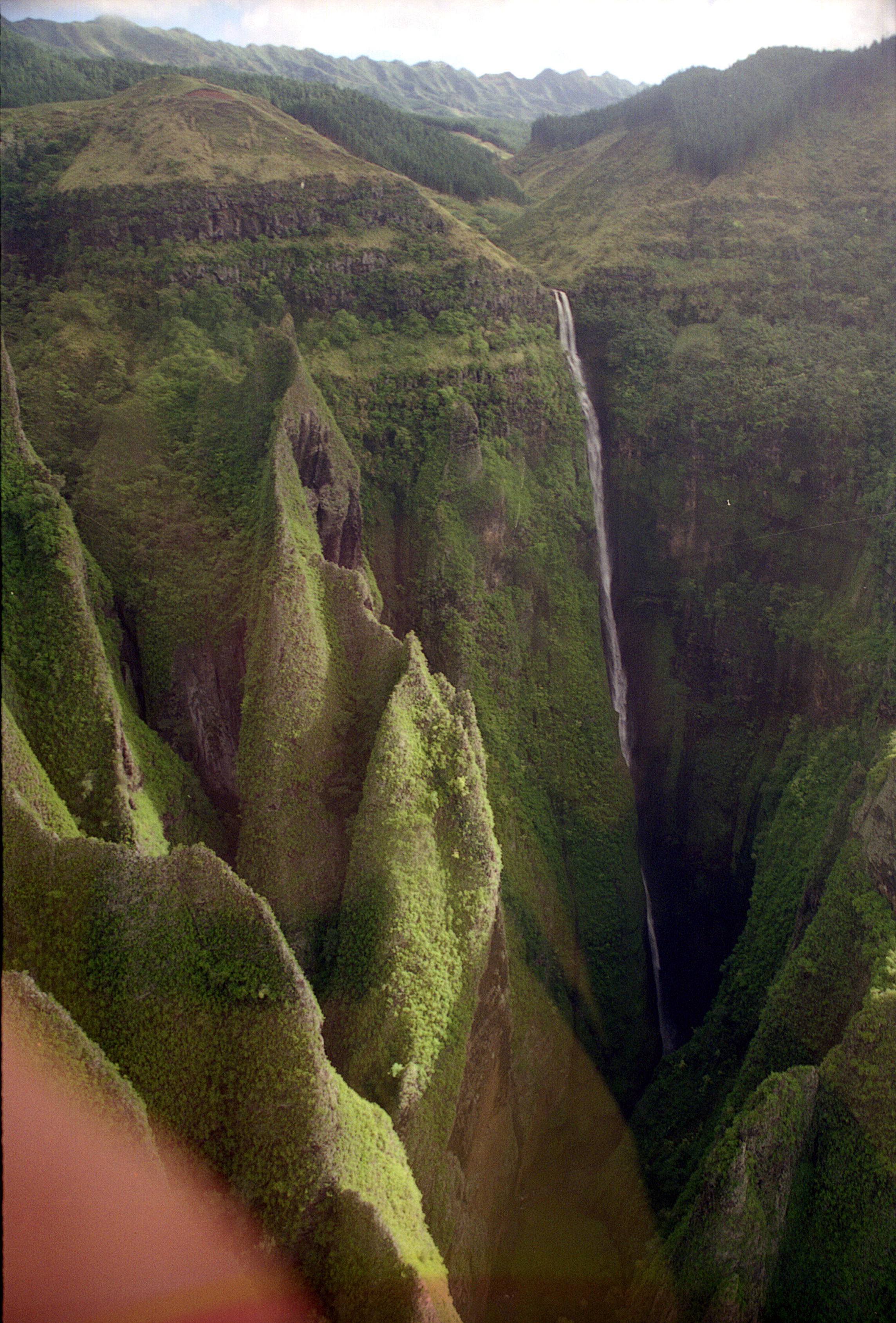

Der Vaipo Waterfall (auch Ahuii, Ahuei) ist ein Wasserfall auf der Insel Nuku Hiva, im Archipel der Marquesas von Französisch-Polynesien. Der Wasserfall fällt 350 m (1148 ft) und ist damit einer der höchsten Wasserfälle in Polynesien, außerhalb von Neuseeland und Hawaii. Er ist ein so genannter „horsetail-type“ Wasserfall, also mit einem einzelnen Strahl und in der Rangfolge der Höhe der 199. in der Welt.
Der Wasserfall befindet sich im Hakaui Valley, etwa 6 km westlich von Taiohae. Ein Fußweg führt von Hakaui an der Küste im Tal nach Norden. Die Oberkante des Tales besteht aus Basalt und das Wasser schießt in einem einzelnen Strahl aus dem tief eingegrabenen Kanal. Auf dem Weg zum Boden, verteilt sich ein großer Teil des Wassers und der entstehende Nebel bedeckt die Wände des Canyon.